# Ferran I de Lleó
Ferran I de Lleó i Castella, dit el Magne (Navarra, 1016 - Lleó, 27 de desembre de 1065), fou rei de Lleó (1037- 1065).

## Família
Era fill de Sanç III el Major, rei de Navarra, d'Aragó i regent del Comtat de Castella, i de la seva muller Múnia I, comtessa de Castella. El 1033 es va casar amb Sança de Lleó, filla d'Alfons V de Lleó i hereva del Regne de Lleó a la mort del seu pare. Amb aquest matrimoni s'uniren els dos regnes.
El matrimoni tingué cinc fills, i entre els mascles repartí el seu vast regne.
- l'infant Sanç II de Castella (v 1037-1072), rei de Castella i rei de Lleó
- l'infant Alfons VI de Lleó (v 1040-1109), rei de Lleó i rei de Castella
- l'infant Garcia I de Galícia (1042-1090), rei de Galícia
- la infanta Urraca de Castella (v 1033-1101),[1] religiosa
- la infanta Elvira de Castella (v 1039-1101),[2] religiosa

## Política expansiva
Del seu pare va heretar el comtat de Castella, mentre el seu germà Ramir va heretar el comtat d'Aragó, convertit també en regne, i el seu altre germà Garcia Sanxes va heretar el regne de Navarra.
El mateix febrer de 1035, just a la mort del seu pare, va heretar el comtat de Castella. Amb el repartiment de terres castellanes va esclatar una lluita entre Garcia Sanxes i Ferran I de Castella, morint Garcia a la batalla d'Atapuerca el 15 de setembre de 1054. Va conquerir territoris en poder d'altres regnes, situant Castella en un lloc de predomini peninsular durant diversos anys. Va rebre de Abu-Bakr Muhàmmad al-Mudhàffar, emir de Batalyaws, una paria anual de cinc mil dinars des de 1057, i també dels emirats de Saraqusta i Ixbíliya.
Va expandir-se per Portugal i va conquerir la ciutat de Coïmbra als musulmans el 1064. Després de la batalla de Graus, Ahmed I ben Sulaiman al-Muktadir va deixar de pagar paries als castellans, i el 1064, ja sense la defensa castellana, Sanç I d'Aragó i Pamplona va poder prendre Barbastre, tot i que fou aviat recuperat, i Ferran I de Lleó va atacar la vall de l'Ebre, assetjant la ciutat de Balànsiya i aixecat el setge, vencent a l'emirat de Balànsiya a la batalla de Paterna durant la retirada. Després de la batalla els cristians reprengueren el setge però el rei emmalaltí i es retirà a Lleó, morint el 27 de desembre.